# Michaela Jolin
Annie Michaela Jolin, född 2 december 1958 i Sankt Görans församling i Stockholm är en svensk skådespelare och programledare i TV.

## Uppväxt och filmframträdanden
Jolin är dotter till konstnären Einar Jolin av släkten Jolin och sångaren Tatjana Angelini-Scheremetiew. År 1976 medverkade hon i en statistroll i filmen Mannen på taket i regi av Bo Widerberg. Året därpå fick Jolin huvudrollen i Widerbergs film Victoria. Till följd av en konflikt mellan Widerberg och den tyska producenten hade inte filmen premiär förrän 1987. Därefter har hon spelat huvudrollen i Spegelteaterns uppsättning av Romeo och Juliet och en av de fyra huvudrollerna i Spegelteaterns Red devils. Hon spelade även huvudrollen i Harald Hamrells film Skulden. Efter det har hon haft ett antal mycket små roller, bland annat som sjuksköterska i den svenska komedin Strul. Hon har även arbetat för Görel Crona som sufflös på Strindbergs Intima Teater och som regiassistent åt Staffan Götestam. Hon berättar i dokumentärer och dubbar barnfilm.

## Utbildning
Under två år bodde Jolin i Florens, Italien där hon studerade till konservator av tavlor på duk, och därefter återkom hon till Sverige. Åren 1988–1995 hade Jolin ett förhållande med Bo Widerberg, och de fick dottern Matilda tillsammans.  Jolin har en filosofie kandidatexamen i konstvetenskap, italienska och franska vid Stockholms universitet.

## TV-karriär
Tillsammans med Bengt Lagerkvist ledde hon från 1989 konstfrågesportprogrammet Konstfrågan under flera säsonger i Sveriges Television. Jolin har även arbetat med andra produktioner för SVT och UR (UR-akademien) från 1989-2010, som programpresentatör, inslagsproducent och som inköpare av utländska kulturprogram.
Hon är auktoriserad Stockholmsguide sen 1984 och har även verkat som guide på många museer i Stockholm, bland annat Prins Eugens Waldemarsudde. Hon är också utbildad reseledare och under senare tid varit verksam mest i Italien och Frankrike.

## Filmografi
- 1976 – Mannen på taket[5] (skrikande flicka på bussen)
- 1979 – Victoria[5] (Victoria)
- 1987 – Skulden[5] (Eva)
- 1988 – Strul[5] (sjuksköterska)
- 1993 – Den gråtande ministern (TV-serie)[5] (journalist)